# Kurt Röthlisberger
Pour les articles homonymes, voir Röthlisberger.
Kurt Röthlisberger, né le 21 mai 1951, est un arbitre suisse de football. 

## Carrière
Il a officié dans des compétitions majeures : 
- JO 1988 (2 matchs)
- Coupe du monde de football de 1990 (3 matchs)
- Coupe intercontinentale 1991
- Euro 1992 (1 match)
- Finale de la Ligue des champions de l'UEFA 1992-1993
- Supercoupe de l'UEFA 1993 (finale retour)
- Coupe du monde de football de 1994 (2 matchs)

Lors de la Coupe du monde 1994, il fut le sujet d'une controverse dans le match de huitième de finale entre l'Allemagne et la Belgique, durant lequel il n'a pas accordé un penalty à la Belgique alors que Josip Weber, seul dans le rectangle adverse, était accroché par derrière ; et qu'il a accordé ensuite un but à Rudi Völler, alors que celui-ci commet une faute sur le défenseur belge Rudi Smidts pour mettre son but. L'équipe d'Allemagne gagna le match 3-2. Avant ce match, Röthlisberger faisait partie des favoris pour superviser la finale, mais fut renvoyé à la maison.
Il est suspendu à vie par l’UEFA en mars 1997 pour avoir tenté de corrompre l’arbitre biélorusse d’un match de poules de la Ligue des champions (Grasshopper-Club Zurich–AJ Auxerre 3-1) le 30 octobre 1996.